# RNIL 2
De RNIL 2 is een route nationale d'intérêt local in het Franse departement Seine-Saint-Denis ten noorden van Parijs. De weg loopt van de Porte de la Villette in de Boulevard Périphérique in Parijs via Aubervilliers en Aulnay-sous-Bois naar de N2 richting Soissons.

## Geschiedenis
Oorspronkelijk was de RNIL 2 onderdeel van de N2. In 2006 werd de weg overgedragen aan het departement Seine-Saint-Denis, omdat de weg geen belang meer had voor het doorgaande verkeer. Seine-Saint-Denis weigert echter om de weg een nieuw nummer te geven, waardoor de weg nog steeds als route nationale wordt aangegeven.